# Sketchfab
Sketchfab est un site d'hébergement et de lecture de fichiers 3D en ligne. Créé en 2012, ce dernier utilise la technologie WebGL sur n'importe quelle plateforme, sans technologie Flash. La société qui a créé Sketchfab a été lancée en France et est maintenant basée à Paris ainsi qu'à New York. Depuis 2018, une marketplace est disponible permettant aux artistes 3D de mettre en vente leurs œuvres 3D. 

## Service
Sketchfab est principalement un site d'hébergement et de lecture de modèle 3D, visible dans Sketchfab mais aussi intégrable sur des sites externes. Il intègre aussi une galerie où l'on peut parcourir les modèles, ou en rechercher selon certains critères. Les utilisateurs peuvent mettre des commentaires, noter  et depuis octobre 2014, télécharger sous Creative Commons les modèles si l'utilisateur le permet.
Sketchfab permet de vendre et d'acheter des modèles 3D. Leur modèle d'entreprise était de prélever une commission de 30 % sur ces ventes. Cette commission est passée à 12 % à la suite du rachat de Sketchfab par la société Epic Games, en juillet 2021. Après l'annonce de la sortie de FAB, le magasin en ligne de Epic Games, Sketchfab a annoncé fermer ses portes et migrer tous ses modèles vers cette nouvelle plateforme.

## Technologie
Le lecteur 3D de Sketchfab utilise l'API JavaScript WebGL et aussi en utilisant la bibliothèque open-source OSG.JS. Cela permet l'affichage de modèles 3D sur les pages Web sans avoir besoin de plug-ins tiers si le navigateur prend en charge WebGL. Sur les navigateurs qui ne prennent pas en charge la technologie WebGL, le lecteur Sketchfab affiche après le chargement de la page une image 2D du modèle. Il faut cliquer dessus pour afficher le modèle 3D.

## Récompenses
Top 8 au Pioneers Festival 2012  

The europas Awards 2013 

## Histoire
Le projet initialement nommé ShowWebGL, a commencé à être développé par Cédric Pinson , Pierre-Antoine Passet et Alban Denoyel en 2011,